# Теорема Тевенена

Любая электрическая цепь электрически эквивалентна идеальному источнику напряжения с последовательно включенным с ним резистором.

Теоре́ма Тевене́на (теорема Тевенина, теорема Тевенена — Гельмгольца) — утверждение о том, что любой источник может быть эквивалентно заменён на последовательно соединённые идеальный источник напряжения и внутреннее сопротивление; является двойственным утверждением к теореме Нортона об эквивалентной замене произвольной цепи на параллельно соединённые идеальный источник тока и внутреннее сопротивление.
Впервые сформулирована Германом фон Гельмгольцем в 1853 году и независимо от него Леоном Шарлем Тевененом в 1883 году.

## Формулировка
Для нелинейных электрических цепей теорема утверждает, что любая электрическая цепь, имеющая два вывода и состоящая из произвольной комбинации источников напряжения, источников тока и резисторов (сопротивлений), электрически для этих двух выводов эквивалентна цепи с одним идеальным источником напряжения с ЭДС {\displaystyle V} и одним резистором {\displaystyle R}, соединёнными последовательно с этим источником напряжения.
Иначе говоря, ток в любом сопротивлении {\displaystyle Z_{n}}, присоединенном к одной из выбранных цепей, равен току в этом же сопротивлении {\displaystyle Z_{n}}, присоединённом к идеальному источнику напряжения с напряжением, равным напряжению холостого хода цепи (напряжению на этих зажимах когда к ним ничего не подключено) и обладающим внутренним сопротивлением {\displaystyle Z_{i}}, равным полному сопротивлению внешней цепи, определённому со стороны зажимов {\displaystyle Z_{n}} при условии, что все источники внутри цепи заменены полными сопротивлениями, равными внутренним полным сопротивлениям этих источников.
То есть, экспериментально, параметры эквивалентной замены «чёрного ящика» с двумя выводами определяются из двух измерений — опыта холостого хода и опыта короткого замыкания. Пусть напряжение на зажимах (выводах) при холостом ходе будет {\displaystyle V,} а ток при коротком замыкании этих же зажимов {\displaystyle I,} тогда:
{\displaystyle V_{th}=V} и {\displaystyle R_{th}=V/I}
где {\displaystyle V_{th}} — ЭДС идеального источника напряжения в эквивалентной замене,
{\displaystyle R_{th}} — сопротивление последовательно включенного с источником резистора в эквивалентной замене.
Если известна структура и параметры некоторой цепи, то формально можно вычислить параметры эквивалентной замены. При этом анализе при вычислении эквивалентного сопротивления все идеальные источники напряжения, входящие в цепь, мысленно закорачиваются, и вычисляется сопротивление полученной цепи относительно рассматриваемых зажимов. Далее пользуясь, например, правилами Кирхгофа вычисляется напряжение на зажимах. Полученные сопротивление и напряжение как раз и будут параметрами эквивалентной замены.
Теорема также применима для цепей синусоидального переменного тока в установившемся режиме, но при этом учитываются не активные сопротивления, токи и напряжения, а соответственно импедансы и комплексные амплитуды токов и напряжений.

## Вычисление параметров эквивалентного источника
1. ЭДС эквивалентного источника вычисляется в режиме холостого хода, то есть находится напряжение между точками А и В в отсутствие подключённой нагрузки.
2. Внутреннее сопротивление эквивалентного источника можно определить двумя способами.
2.1. Все источники ЭДС в цепи заменяются закороткой, все источники тока — разрывом цепи. Находится сопротивление цепи относительно точек А и В. Это сопротивление будет равно внутреннему сопротивлению эквивалентного источника.
2.2. Точки А и В закорачиваются и находится ток короткого замыкания. Внутреннее сопротивление эквивалентного источника вычисляется как отношение ЭДС, найденного в п. 1 к току короткого замыкания.

## Пример вычисления параметров эквивалентной замены
1. Исходная электрическая цепь
2. Вычисление эквивалентной ЭДС
3. Вычисление сопротивления эквивалентного резистора — источник напряжения мысленно закорочен
4. Результат эквивалентной замены

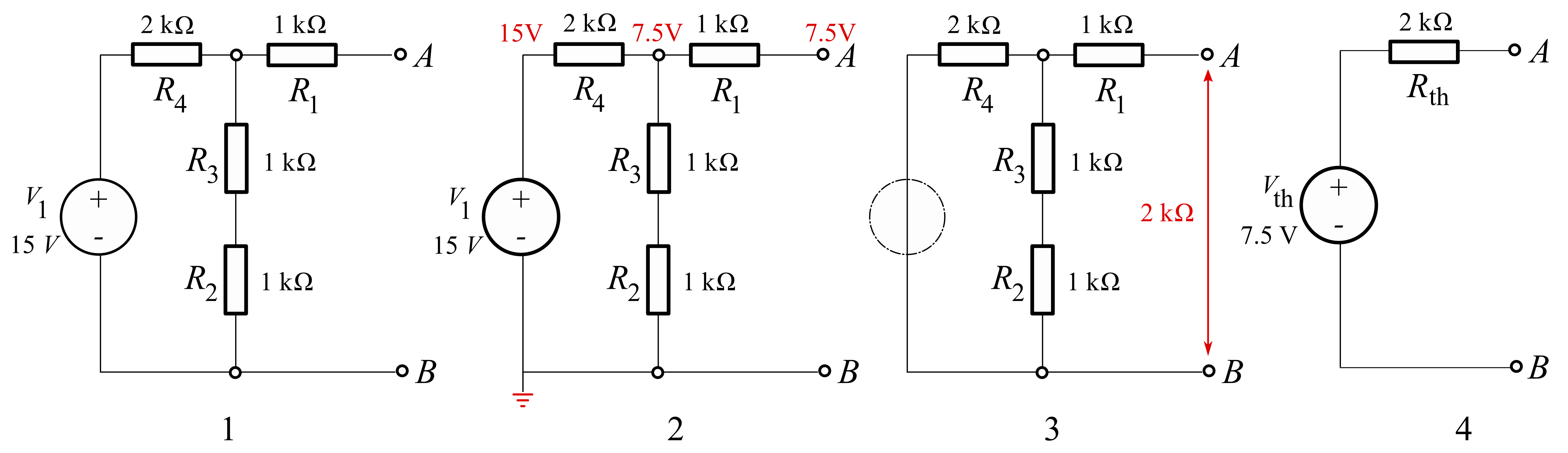

Вычисление эквивалентного напряжения (ЭДС) — напряжение, снимаемое с резистивного делителя напряжения состоящего из сопротивлений {\displaystyle R_{4},R_{3},R_{2}}, так как рассчитывается режим холостого хода, ток через резистор {\displaystyle R_{1}=0} и падение напряжения на нём нулевое:
{\displaystyle V_{\mathrm {Th} }={R_{2}+R_{3} \over (R_{2}+R_{3})+R_{4}}\cdot V_{\mathrm {1} }=}
{\displaystyle ={1\,\mathrm {k} \Omega +1\,\mathrm {k} \Omega  \over (1\,\mathrm {k} \Omega +1\,\mathrm {k} \Omega )+2\,\mathrm {k} \Omega }\cdot 15\,\mathrm {V} =}
{\displaystyle ={1 \over 2}\cdot 15\,\mathrm {V} =7.5\,\mathrm {V} .}
Вычисление эквивалентного сопротивления, источник напряжения закорочен:
{\displaystyle R_{\mathrm {Th} }=R_{1}+\left[\left(R_{2}+R_{3}\right)\|R_{4}\right]=}
{\displaystyle =1\,\mathrm {k} \Omega +\left[\left(1\,\mathrm {k} \Omega +1\,\mathrm {k} \Omega \right)\|2\,\mathrm {k} \Omega \right]=}
{\displaystyle =1\,\mathrm {k} \Omega +\left({1 \over (1\,\mathrm {k} \Omega +1\,\mathrm {k} \Omega )}+{1 \over (2\,\mathrm {k} \Omega )}\right)^{-1}=2\,\mathrm {k} \Omega .}
Здесь символом {\displaystyle \|} обозначено сопротивление параллельного соединения резисторов {\displaystyle R_{4}} и {\displaystyle R_{2}+R_{3}.}